# Hieronim Kaliński

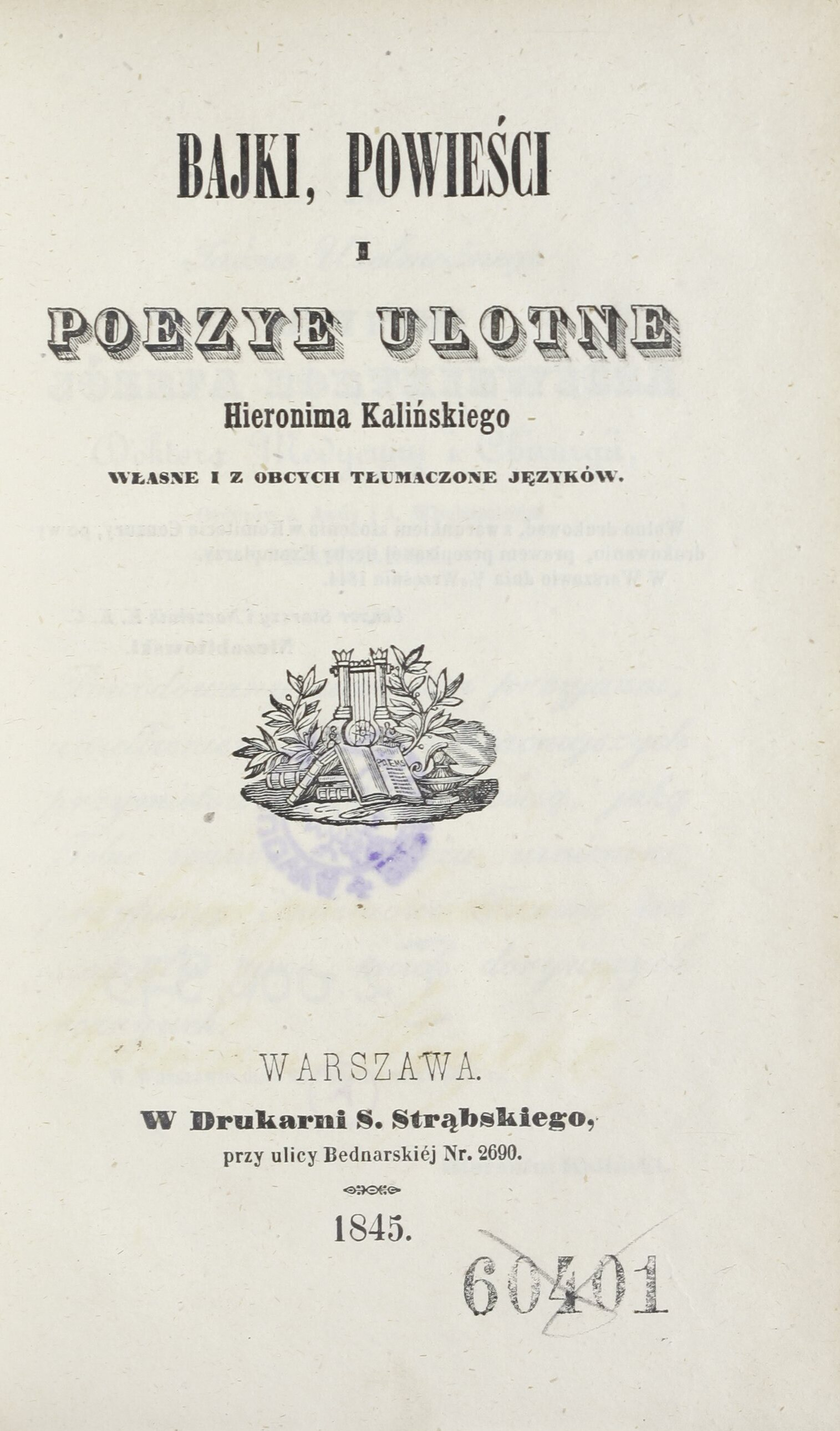
Strona tytułowa wydania Bajek, powieści i poezyi ulotnych Hieronima Kalińskiego własnych i z obcych tłumaczonych języków z 1845 roku

Hieronim Kaliński herbu Topór (ur. 30 września 1792 w Grabowczyku, zm. 17 lutego 1860 w Piotrkowie Trybunalskim) – polski poeta związany z nurtem klasycyzmu.
Syn Franciszka i Zofii z Turskich. Od 1815 student Wydziału Prawa i Administracji UW. Przeszedł do sądownictwa wojskowego. W 1821 roku opublikował pracę „Listy o literaturze polskiej” w piśmie Astrea. Wziął udział w sporze pomiędzy klasykami a romantykami (1818–1830). Klasyczność utożsamił z Bogiem, który łagodnie doradza dzięki Swojemu doświadczeniu. W latach 1822–1830 audytor dywizyjny, a w czasie powstania listopadowego audytor generalny wojsk polskich. W latach 1832–1834 pisarz w Najwyższym Sądzie Kryminalnym. Zasiadał w latach 1836-1841 w Sądzie Najwyższej Instancji, od 1841 rzeczywisty radca stanu, członek Warszawskich Departamentów Rządzącego Senatu. W 1850 odznaczony Orderem Świętej Anny 2 klasy  Po przejściu na emeryturę zamieszkał w Piotrkowie, pochowany na starym cmentarzu.